# Зірочки Жермени
Зірочки Жермени (Gagea germainae) — вид рослин із родини лілієвих (Liliaceae), що зростає у Криму, Північному й Південному Кавказі.

## Біоморфологічний опис
Багаторічна зелена блискуча трава, 4–15 см заввишки. Цибулина 8–10 мм заввишки, яйцеподібна. Прикореневі листки вузько-лінійні, 2–5 мм ушир, майже вдвічі довші від суцвіття, зверху з жолобком, знизу з кілем, на верхівці з ковпачком. Суцвіття з 2–7 квіток на нерівних квітконіжках. Листочки оцвітини у верхній третині найширші, на верхівці трикутні, тупуваті, жовті, з оранжевим відтінком, 14–15(до 18) мм завдовжки. Коробочка округло-обернено-яйцеподібна, більш ніж удвічі коротша від листочків оцвітини. Період цвітіння: квітень.

## Середовище проживання
Зростає у Криму, Північному й Південному Кавказі.
Росте в посівах, на трав'янистих схилах і на узліссях від нижньої до середньої і субальпійській смуги.
В Україні вид зростає на узліссях, трав'янистих схилах — у гірському Криму, досить звичайно.